# 埃爾巴赫河 (法蘭克尼亞雷扎特河支流)
49°11′20″N 10°53′07″E / 49.18881°N 10.88534°E
埃爾巴赫河（德語：Erlbach），是德國的河流，位於該國東南部，由巴伐利亞負責管轄，屬於法蘭克尼亞雷扎特河的右支流，河道全長8.7公里，流域面積22.5平方公里。